# Tufão Kong-rey (2018)
O tufão Kong-rey, conhecido nas Filipinas como tufão Queenie, foi um tufão grande e poderoso que foi associado ao tufão Yutu como o ciclone tropical mais poderoso do mundo em 2018. A vigésima quinta tempestade tropical, o décimo primeiro tufão e o sexto supertufão da temporada de tufões do Pacífico de 2018, Kong-rey, originou-se de um distúrbio tropical no Pacífico aberto. Por alguns dias, foi para o oeste, organizando-se em uma depressão tropical em 27 de setembro. Em seguida,  no início de 2 de outubro intensificou-se para um poderoso supertufão de categoria 5. Kong-rey passou por os ciclos de reposição da parede do olho após o seu pico de intensidade, fazendo com que enfraquecesse sob condições desfavoráveis para um tufão de categoria 3. Kong-rey então em 6 de outubro atingiu a Coreia do Sul como uma tempestade tropical. Mais tarde naquele dia, Kong-rey fez a transição para um ciclone extratropical, enquanto atingia o Japão.
Um total de 3 pessoas foram mortas pela tempestade, incluindo 2 pessoas da Coreia do Sul. Na Coreia do Sul, os danos em todo o país totalizaram ₩ 54,9 mil milhões (US $ 48,5 milhões). Embora Kong-rey não tenha atingido a terra diretamente em Kyushu ou Shikoku, as suas bandas de chuva externas afetaram as duas ilhas. Em uma área em Shikoku, a chuva acumulou para 300 milímetros. Em Nagasaki, mais de 12.000 famílias perderam a eletricidade; na província de Fukuoka, uma pessoa morreu por causa da chuva, principalmente por afogamento. Os danos agrícolas em Okinawa e na província de Miyazaki foram de cerca de JP ¥ 13,99 mil milhões (US $ 123 milhões).

## História meteorológica
No final de setembro de 2018, um distúrbio tropical formou-se nas águas perto da Ilha Pohnpei, nos Estados Federados da Micronésia. O Joint Typhoon Warning Center também deu à tempestade, Invest 94W, uma baixa chance de desenvolvimento. Nos dias seguintes, o sistema moveu-se para o oeste e em 27 de setembro organizou-se em uma depressão tropical, e o JMA deu início a alertas sobre a tempestade, enquanto o JTWC emitia um TCFA. Em 28 de setembro, o JTWC designou o sistema como 30W, enquanto o JMA emitiu um alerta de vendaval para o sistema. Como a Depressão Tropical 30W continuou se fortalecendo, o sistema tornou-se uma tempestade tropical e foi batizado pela JMA de Kong-rey. Em 29 de setembro, o sistema avançou mais para o oeste, encontrou-se em condições favoráveis para o fortalecimento e tornou-se uma tempestade tropical. Mais tarde naquele dia, Kong-rey tornou-se uma forte tempestade tropical e, em 30 de setembro, a tempestade atingiu o status de tufão às 03:00 UTC. Kong-rey continuou se fortalecendo e às 18:00 UTC de 1 de outubro, Kong-rey tornou-se um supertufão equivalente à Categoria 4. No início de 2 de outubro, Kong-rey tornou-se um supertufão de categoria 5. Não relacionado a Kong-rey, o furacão Walaka foi um furacão de categoria 5 e Kong-rey teve intensidade de supertufão de categoria 5 ao mesmo tempo, marcando a primeira vez desde 2005 quando dois ciclones tropicais de categoria 5 existiram simultaneamente no hemisfério norte. Afetada pelo cisalhamento do vento vertical, baixo teor de calor do oceano e diminuição das temperaturas da superfície do mar, a tempestade gradualmente enfraqueceu em 3 de outubro para um tufão de categoria 3, enquanto passava por os ciclos de reposição da parede do olho. O aumento do cisalhamento do vento vertical e as temperaturas mais baixas da superfície do mar prejudicaram a força de Kong-rey, e Kong-rey foi rebaixado para uma tempestade tropical em 4 de outubro. No início de 6 de outubro, Kong-rey atingiu o continente em Tongyeong, província de Gyeongsang do Sul na Coreia do Sul como uma tempestade tropical de ponta, e mais tarde no mesmo dia, Kong-rey fez a transição para um ciclone extratropical, ao atingir o sul de Hokkaido, como áreas próximas a Hakodate.

## Impacto

### Taiwan
Kong-rey estava mais perto de Taiwan na noite de 4 de outubro. Muitas partes do norte de Taiwan são afetadas pelas suas bandas de chuva e fortes rajadas. O Escritório Meteorológico emitiu boletins especiais sobre fortes chuvas em cinco condados e cidades, e também emitiu boletins especiais sobre ventos fortes em 18 condados e cidades. Muitas áreas costeiras e áreas marítimas adjacentes foram fortemente fortalecidas pelos avisos de graus 9 a 11.

### Japão
Conforme a tempestade se movia em direção ao Japão, o Alerta de Tempestade foi lançado pela Agência Meteorológica do Japão, que foi o alerta de vento mais alto gerado localmente. Kong-rey foi um ciclone extratropical quando atingiu as prefeituras de Okinawa e Miyazaki, resultando em danos agrícolas de aproximadamente JP ¥ 13,99 mil milhões (US $ 123 milhões).
Conforme Kong-rey se aproximava das Ilhas Ryūkyū, mais de 200 voos para o Japão foram cancelados, incluindo 6 voos de Hong Kong para Okinawa. Kong-rey foi o segundo tufão a atingir Okinawa na mesma semana, trazendo fortes ventos e chuvas fortes para a área local, o que resultou em oito feridos e um total de 20.000 residências enfrentando apagões.
Embora Kong-rey não tenha impactado diretamente as regiões de Kyushu e Shikoku, a faixa de chuva ao redor trouxe fortes chuvas para ambas as regiões. A região de Shikoku registou mais de 300 milímetros de chuva em um dia, enquanto aproximadamente 12.000 famílias em Nagasaki enfrentaram apagões. Kong-rey também resultou na morte de uma pessoa em Fukuoka.

### China Continental

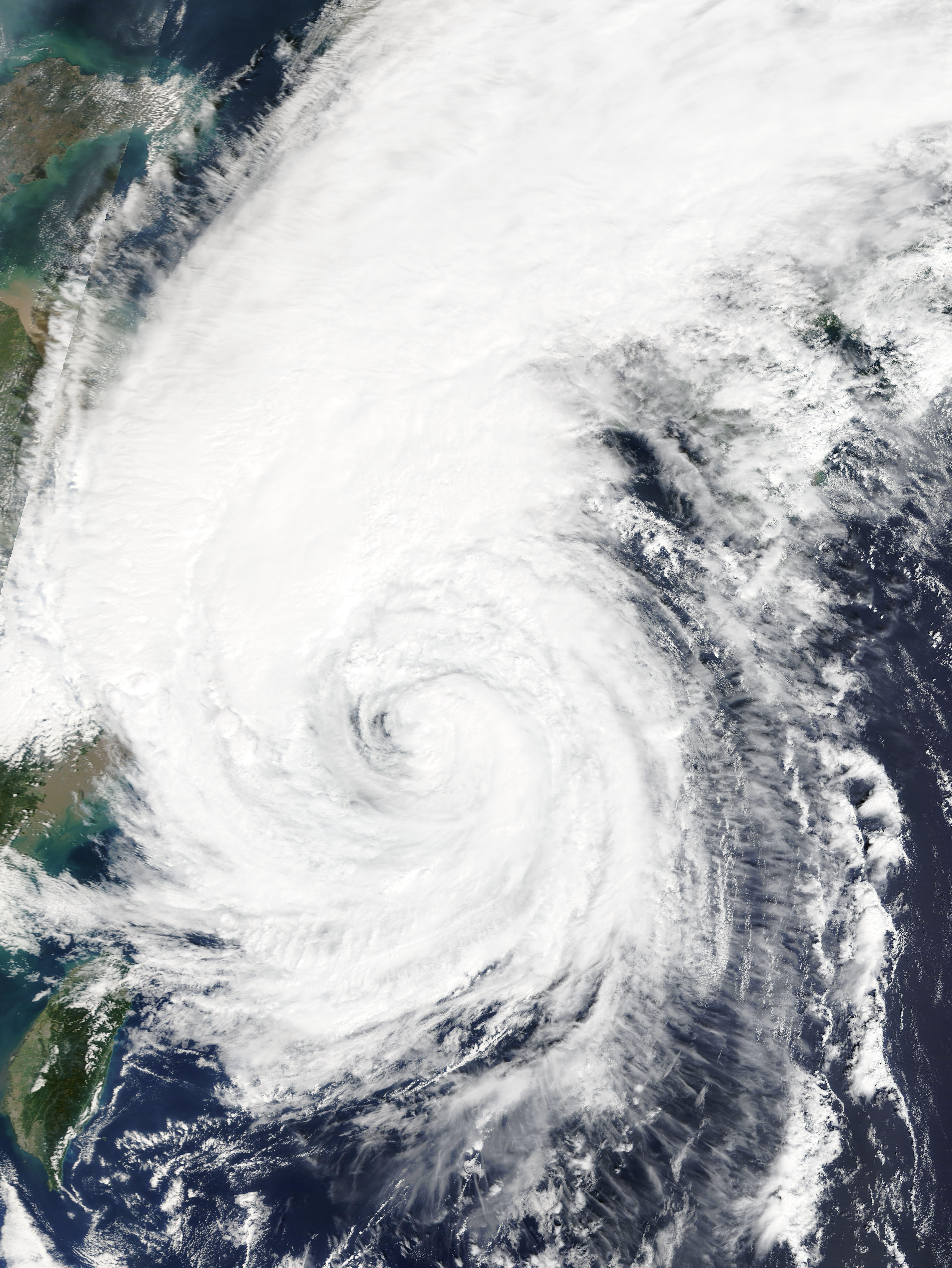
Tempestade tropical Kong-rey no Mar da China Oriental em 5 de outubro de 2018

Quando Kong-rey entrou no continente chinês, o Centro Meteorológico Nacional da China emitiu um sinal de alerta azul de tufão às 18h do dia 3 de outubro. O Observatório Meteorológico Provincial de Fujian emitiu um sinal de alerta azul de tufão às 11h45 do dia 3 de outubro.
Na noite de 5 de outubro, a área costeira de Zhejiang foi afetada por Kong-rey, e muitos turistas visitaram a costa na cidade de Shitang, na cidade de Wenling. À medida que Kong-rey se aproximava gradualmente de Xangai, o Observatório Meteorológico Central de Xangai emitiu um sinal de alerta azul de tufão às 17h do dia 4 de outubro, e a sede de controle de enchentes da cidade lançou a prevenção de enchentes da cidade e resposta de emergência de nível IV de prevenção.

### Coreia
Kong-rey desembarcou na cidade de Tongyeong, Gyeongsangnam-do às 9h50, horário local. A tempestade causou na área local, 2 mortes e 1 desaparecimento, e um total de 277 voos foram cancelados de e para a área local. Houve graves inundações no condado de Yingde e na cidade de Pohang em Gyeongsangbuk-do, e mais de 30 casas em Busan e na ilha de Jeju foram inundadas. Houve 55.000 cortes de energia em Busan. A perda econômica nacional foi de 54,9 mil milhões de won (um contrato de 48,5 milhões de dólares).